# Wilton (Alabama)
Pour les articles homonymes, voir Wilton.
Wilton est une municipalité américaine située dans le comté de Shelby en Alabama.
Selon le recensement de 2010, sa population est de 687 habitants. La municipalité s'étend sur 1 milles carrés (2,59 km2).
La localité s'est successivement appelée Birmingham Junction, Bismarck puis Catoosa, avant d'adopter son nom actuel en référence à la ville anglaise de Wilton.

## Démographie
| 1920 | 1930 | 1940 | 1950 | 1960 | 1970 |
| ---- | ---- | ---- | ---- | ---- | ---- |
| 522  | 562  | 422  | 413  | 428  | 573  |

| 1980 | 1990 | 2000 | 2010 | - | - |
| ---- | ---- | ---- | ---- | - | - |
| 642  | 602  | 580  | 687  | - | - |